# Steatoda variabilis
Steatoda variabilis är en spindelart som först beskrevs av Lucien Berland 1920.  Steatoda variabilis ingår i släktet vaxspindlar, och familjen klotspindlar. Inga underarter finns listade i Catalogue of Life.